# One Mississippi
One Mississippi ist eine semi-autobiografische US-amerikanische Comedy-Serie der Stand-up-Comedian Tig Notaro. Die Pilot-Episode wurde am 5. November 2015 bei Amazon Prime gezeigt und später aufgrund sehr positiver Rückmeldungen zu einer ganzen Staffel erweitert.
Produziert von Diablo Cody und Louis C.K. wurde die Serie dann am 9. September 2016 in den USA und am 14. Oktober 2016 in Deutschland auf Amazon erstausgestrahlt. Am 14. November 2016 gab Amazon eine zweite Staffel in Auftrag. Die zweite Staffel wurde ab 7. September 2017 in den USA und am 27. Oktober 2017 in Deutschland veröffentlicht. Eine dritte Staffel ist nicht beabsichtigt.

## Handlung
Tig, die noch immer an den Folgen einer Brustkrebserkrankung leidet, kehrt nach dem Tod ihrer Mutter in ihre Heimatstadt zurück, wo sie sich mit ihrer eigenen Sterblichkeit auseinandersetzen muss, während sie sich auf eine schmerzhafte, aber hoch amüsante Reise einlässt, die unbequeme Wahrheiten über ihre Familie und sie selbst ans Licht bringt.

## Besetzung und Synchronisation
Die deutsche Synchronisation entstand unter der Dialogregie von Christian Schneider bei Interopa Film in Berlin.
| Rolle    | Schauspieler      | Synchronsprecher   |
| -------- | ----------------- | ------------------ |
| Tig      | Tig Notaro        | Vera Teltz         |
| Remy     | Noah Harpster     | Olaf Reichmann     |
| Bill     | John Rothman      | Bodo Wolf          |
| Caroline | Rya Kihlstedt     | Christin Marquitan |
| Brooke   | Casey Wilson      | Nicole Hannak      |
| Kate     | Stephanie Allynne | Manja Doering      |

## Episodenliste
| Nr. (ges.) | Nr. (St.) | Deutscher Titel           | Originaltitel                      | Erstausstrahlung USA | Deutschsprachige Erstausstrahlung (D) | Regie             | Drehbuch                      |
| ---------- | --------- | ------------------------- | ---------------------------------- | -------------------- | ------------------------------------- | ----------------- | ----------------------------- |
| 1          | 1         | Pilot                     | Pilot                              | 5. Nov. 2015         | 14. Okt. 2016                         | Nicole Holofcener | Diablo Cody & Tig Notaro      |
| 2          | 2         | Der Stuhl                 | Effects                            | 9. Sep. 2016         | 14. Okt. 2016                         | Nicole Holofcener | Kate Robin                    |
| 3          | 3         | Die Katze ist weg         | The Cat's Out                      | 9. Sep. 2016         | 14. Okt. 2016                         | Nicole Holofcener | Cara DiPaolo                  |
| 4          | 4         | Die Königin               | Let the Good Times Roll            | 9. Sep. 2016         | 14. Okt. 2016                         | Ken Kwapis        | Robbie Pickering              |
| 5          | 5         | Wie wär's mit jetzt?      | How 'bout Now, How 'bout Right Now | 9. Sep. 2016         | 14. Okt. 2016                         | Ken Kwapis        | Stephanie Allynne             |
| 6          | 6         | Neuer Kontakt             | New Contact                        | 9. Sep. 2016         | 14. Okt. 2016                         | Shira Piven       | Melissa Blake                 |
| 7          | 1         | I Want To Hold Your Hand  | I Want To Hold Your Hand           | 7. Sep. 2017         | 27. Okt. 2017                         | Tig Notaro        | Tig Notaro, Stephanie Allynne |
| 8          | 2         | Into the Light            | Into the Light                     | 7. Sep. 2017         | 27. Okt. 2017                         | Ken Kwapis        | Tig Notaro, Stephanie Allynne |
| 9          | 3         | Kiss Me and Smile For Me  | Kiss Me and Smile For Me           | 7. Sep. 2017         | 27. Okt. 2017                         | Ken Kwapis        | Kate Robin                    |
| 10         | 4         | Who Do You Think You Are? | Who Do You Think You Are?          | 7. Sep. 2017         | 27. Okt. 2017                         | Wendey Stanzler   | Zoe Jarman                    |
| 11         | 5         | Can't Fight This Feeling  | Can't Fight This Feeling           | 7. Sep. 2017         | 27. Okt. 2017                         | Minkie Spiro      | Cara DiPaolo                  |
| 12         | 6         | I'm Alive                 | I'm Alive                          | 7. Sep. 2017         | 27. Okt. 2017                         | Minkie Spiro      | Kate Robin                    |